# Hans Momsen

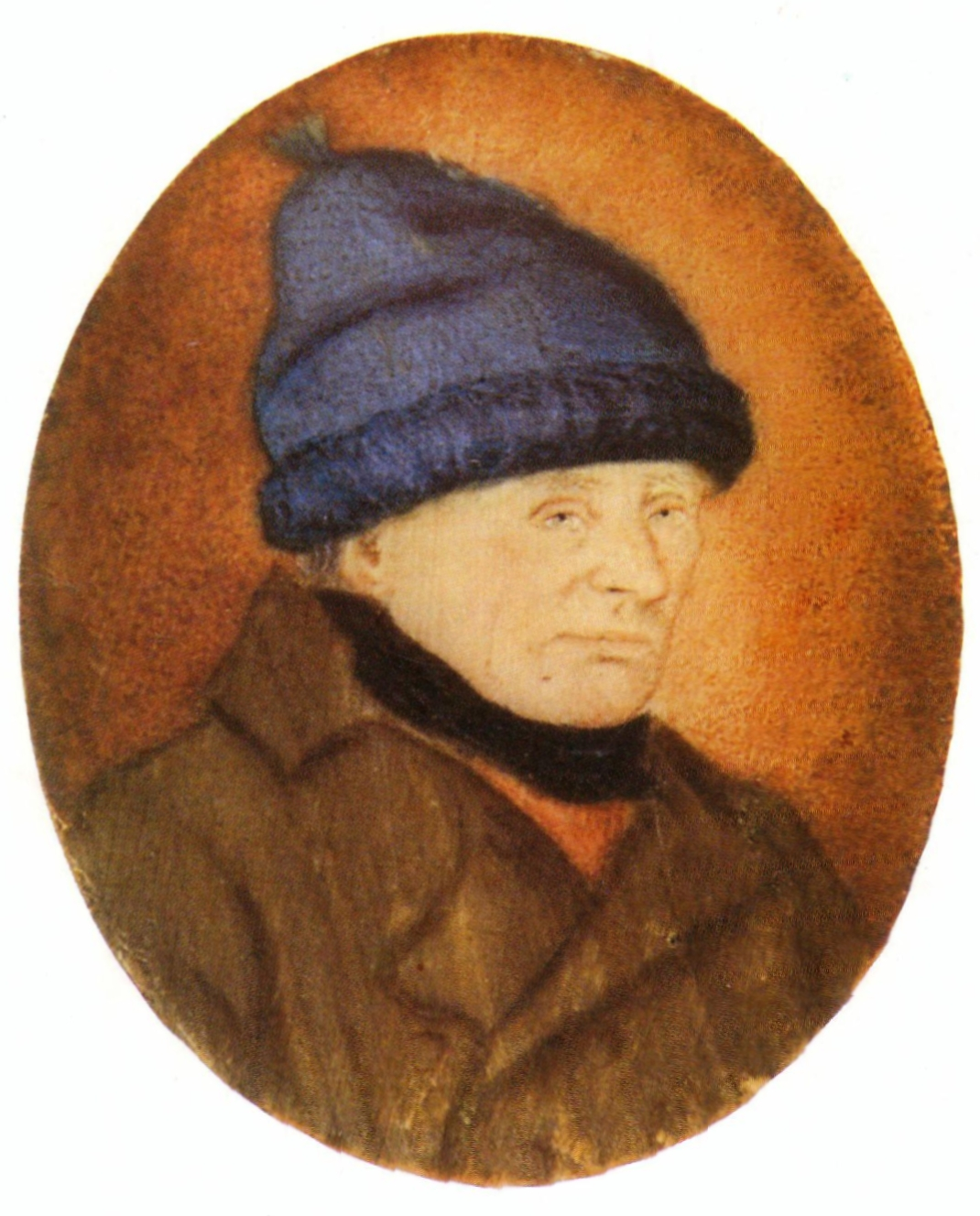
Hans Momsen (gemalt von Christian Albrecht Jensen)

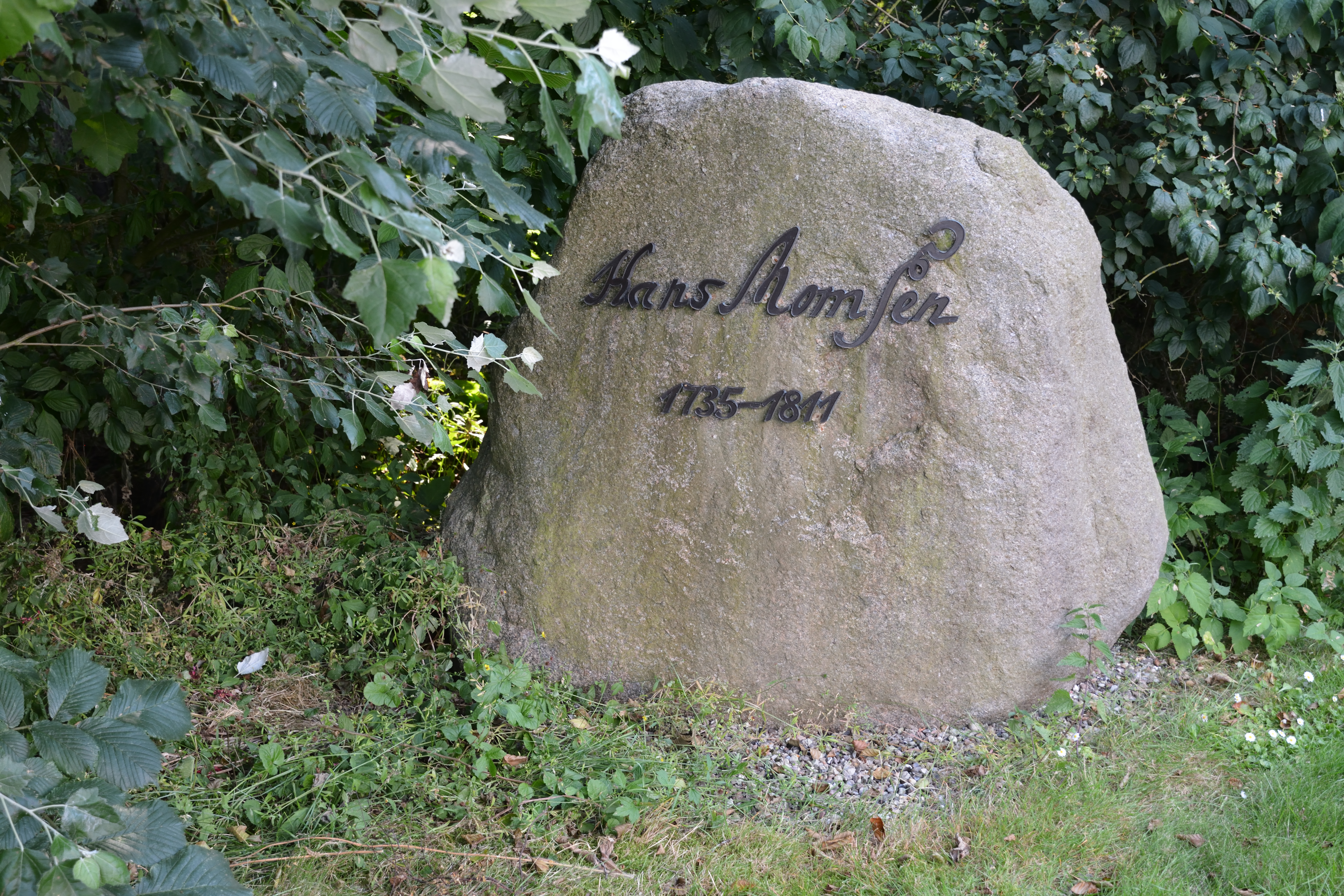
Findling auf dem Friedhof in Fahretoft

Hans Momsen (* 23. Oktober 1735 in Fahretoft in Nordfriesland; † 13. September 1811 ebenda) war ein nordfriesischer Landwirt, Mathematiker und Astronom.

## Leben

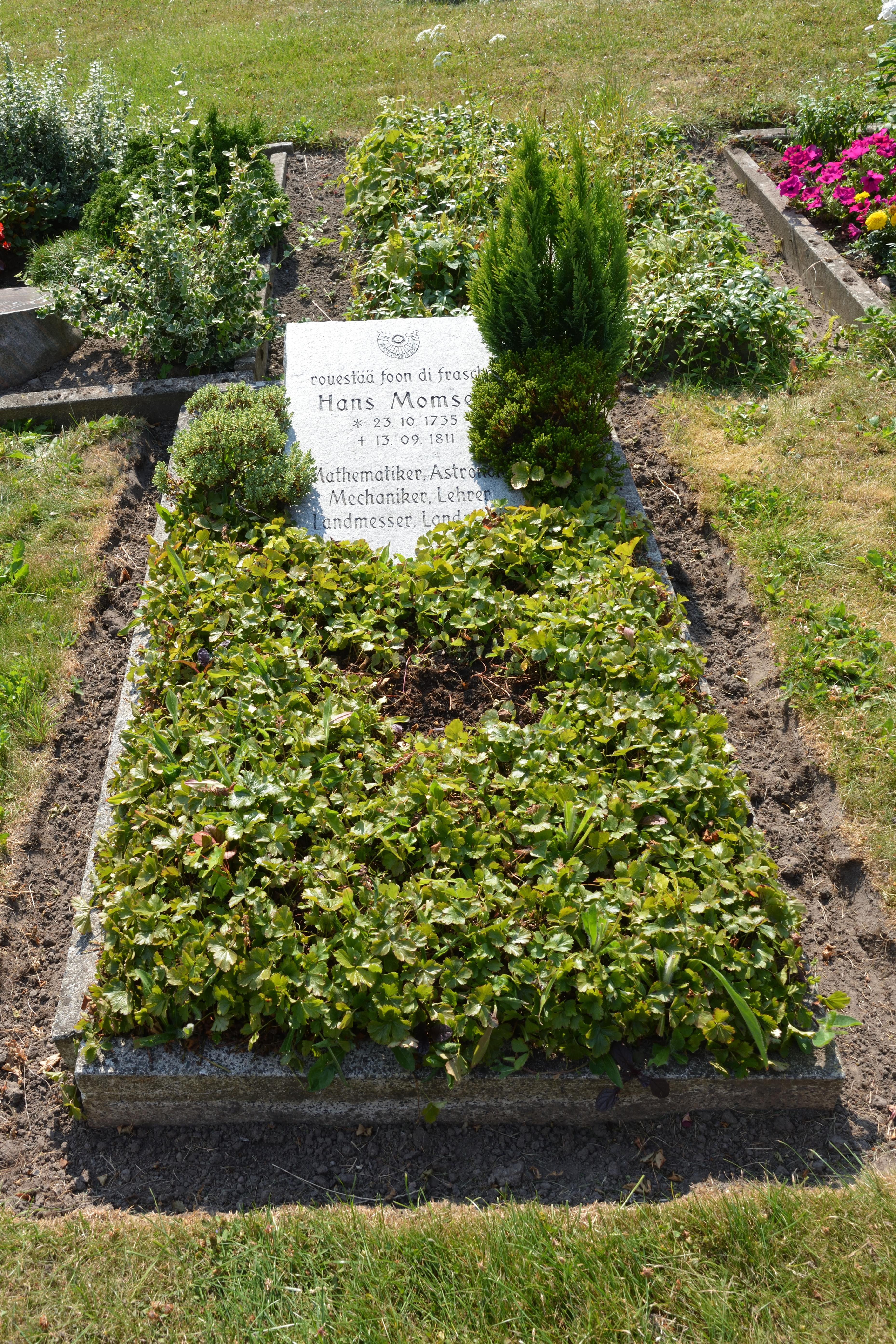
Grab in Fahretoft

Hans Momsen wurde im kleinen Ort Fahretoft, damals zum Herzogtum Schleswig im dänischen Gesamtstaat gehörig, nahe der Nordseeküste als Sohn des Landwirts Momme Jensen geboren. Dessen Vater hatte zeitweise als Navigationslehrer in den Niederlanden gearbeitet. Momsen zog 1753 nach Dithmarschen und fand dort eine Anstellung als Landvermesser im Deichbau. Später übernahm er den Hof seines Vaters und lebte als Landwirt und Universalgelehrter. Er verstand sich trotz fehlender Universitätsbildung auf kunstvolle mathematische Berechnungen und den Bau astronomischer Geräte. Er eignete sich autodidaktisch Fremdsprachenkenntnisse an, um wichtige Werke verstehen zu können, und unterrichtete begabte Schüler in den Fächern Mathematik, Landvermessung und Navigation. Einer seiner Schüler, der Sohn des Ortspastors Krebs, wurde Mathematikprofessor in Kopenhagen. Weiterhin war Momsen als Landvermesser tätig und baute eine Orgel für die Fahretofter Kirche.
Hans Momsen war verheiratet und hatte neun Kinder. Sein Grab befindet sich auf dem Friedhof Fahretoft.

## Nachwirkungen
Während die von Momsen erbaute Orgel nur ein Jahr in der Kirche gespielt wurde, ziert heute noch eine von ihm konstruierte Sonnenuhr den Eingang der Kirche. Zahlreiche seiner astronomischen Geräte sind erhalten und werden in Museen ausgestellt. Seine Fähigkeiten wurden folgendermaßen gerühmt:

„Ihr hörtet wohl schon, Herr, die Friesen rechnen gut, und habet auch wohl schon über unsern Hans Mommsen von Fahretoft reden hören, der ein Bauer war und doch Bussolen und Seeuhren, Teleskopen und Orgeln machen konnte.“

Während Hans Momsen in der Novelle nur als Randfigur auftritt, soll sein Charakter für den Protagonisten Hauke Haien als Vorlage gedient haben.
Der Kreis Nordfriesland verleiht seit 1986 alljährlich den Hans-Momsen-Preis „für besondere Verdienste um das kulturelle Leben in Nordfriesland“.
Momsens früheres Wohnhaus wird heute als Hans-Momsen-Haus bezeichnet. Es wird von der 2007 gegründeten Hans-Momsen-Gesellschaft e. V. als Museum genutzt. Die 2009 geschlossene Fahretofter Grundschule hieß Hans-Momsen-Schule.

## Sonstiges
Die Nachnamen Momsen und Mommsen bedeuten Sohn des Momme. Die beiden Schreibweisen wurden bisweilen vertauscht. So erklärt sich die Schreibweise im Theodor-Storm-Zitat. Eine Verwandtschaft Hans Momsens mit dem Nobelpreisträger Theodor Mommsen besteht aber nicht.